# هانس شمبورك
هانس شمبورك (بالألمانية: Hans Schomburgk)‏ (و. 1880 – 1967 م) هو مستكشف، ومؤلف، وكاتب ألماني، ولد في هامبورغ، توفي في برلين، عن عمر يناهز 87 عاماً.

## جوائز
حصل على جوائز منها:
- جائزة المنافسة العامة  [لغات أخرى]‏ (1946)
- قائد الفنون والآداب

## وصلات خارجية
- هانس شمبورك على موقع IMDb (الإنجليزية)
- هانس شمبورك على موقع مونزينجر (الألمانية)
- هانس شمبورك على موقع قاعدة بيانات الفيلم (الإنجليزية)
- هانس شمبورك على موقع كينوبويسك (الروسية)

- هانس شمبورك في قاعدة بيانات الأفلام على الإنترنت